# Боланьос Гейер, Энрике Хосе
Боланьос Гейер, Энрике Хосе (исп. Enrique José Bolaños Geyer; 13 мая 1928 — 14 июня 2021) — никарагуанский политик, Президент Никарагуа (2002—2007) и Вице-президент Никарагуа (1997—2000).

## Биография
- Родился 13 мая 1928 года в Масае.
- В 1949 году женился.
- В 1952 году открыл свою агро-производственную компанию, SAIMSA (Промышленные Сельскохозяйственные услуги по Масая).
- Арестован 20 октября 1981 года за нарушение законов о цензуре (за критику режима Даниэля Ортеги).
- В июле 1982 года арестован и отправлен в тюрьму.
- Победил на выборах вице-президента 1996 года.
- 10 января 1997 — приведён к присяге.
- Победил на президентских выборах 2001 года.
- 10 января 2002 — приведён к присяге.
- 12 января 2002 — начал кампанию по борьбе с коррупцией, в результате которой был арестован и осуждён предшественник Боланьоса Арнольдо Алеман.
- В 2006 году на президентских выборах победил оппозиционный кандидат Даниэль Ортега.
- 10 января 2007 — официально перестал быть президентом Никарагуа.

После ухода из политики продолжал критиковать Ортегу, который, по его словам, никогда не покидал власть со времени свержения Сомосы в 1979 году.
В 2017 году написал книгу «Борьба за власть», где рассказывается как о политической истории Никарагуа с 1821 до 2007 года, а также содержатся мемуары о президентском правлении самого Боланьоса.
Пережил свою жену Lila T. Abaunza, а также трёх из пяти своих детей. Умер 14 июня 2021 года в своём доме в пригороде Манагуа на 94-м году жизни. Похоронен в семейном склепе на кладбище в Монимбо.